# Paul W. Richards
Paul W. Richards, född 20 maj 1964 i Scranton, Pennsylvania, är en amerikansk astronaut uttagen i astronautgrupp 16 den 5 december 1996.

## Rymdfärder
- STS-102[1]